# Jalmari Helander

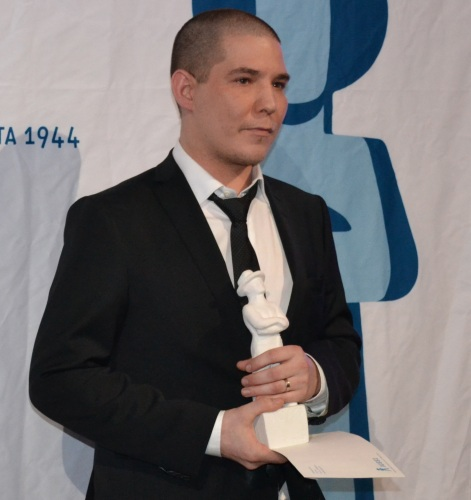
Jalmari Helander, 2010

Jalmari Helander (Helsinki, 21 juli 1976) is een Finse filmregisseur, die doorbrak met zijn kortfilm Rare Exports Inc. (2003).
Voor Rare Exports Inc. won Helander een aantal internationale filmprijzen voor kortfilms, waaronder Leuven Kort. In 2005 bracht hij een vervolg uit, Rare Exports Inc. Safety Instructions. Een bijna anderhalf uur durende uitwerking van het verhaal volgde in 2010, met als titel Rare Exports.

## Filmografie
Avondvullend:
- Sisu (2022)
- Big Game (2014)
- Rare Exports (2010)

Kortfilms:
- Viimeinen pisara (2011)
- Fakiiri (De fakir) (2006)
- Rare Exports Inc. Safety Instructions (2005)
- Rare Exports Inc. (2003)
- Ukkonen (2001)
- Jäämies (1999)
- Maximillian Tarzan (1999)